# 乌斯科克级鱼雷艇
乌斯科克级又称切特尼克级，是南斯拉夫王家海军20世纪20年代后期所建两艘魚雷快艇的艇级，两艇分别叫“乌斯科克号”和“切特尼克号”，由英国約翰·艾薩克·桑尼克羅夫特公司根据已有17米海岸快艇建造，但要长近1.5米。艇上配有水听器，主武装是两枚英国设计的456毫米魚雷，可携带深水炸弹参加反潛作戰。桃花心木打造的艇体比较轻，采用两台汽油引擎驱动，但内部缺乏用于减少渗漏的横向水密艙壁。
納粹德國为首的轴心国1941年4月悍然入侵，南斯拉夫卷入第二次世界大战。军官企图破坏艇只未果，两艇落入意大利军队之手并纳入義大利皇家海軍分舰队，驻地仍是战争爆发前的達爾馬提亞希贝尼克基地。乌斯科克级鱼雷艇已经明显老化，性能不佳，只能用于巡逻和次要任务。更名“ 1 D号”的乌斯科克号1942年7月因艇体破损在达尔马提亚姆列特島附近沉没。切特尼克号更名“ 47号”，1943年9月便不再出动，意大利投降后不久艇员便把艇开到盟军占据的意大利南部城市塔兰托。切特尼克号没有毁于二战，但结局说法不一。

## 背景、参数、建造
塞尔维亚、克罗地亚和斯洛文尼亚王国王家海军（1929年更名南斯拉夫王家海军）决心不再重蹈前身奧匈帝國海軍的覆辙，尽快采用魚雷快艇。英国1917至1922年大量建造17米规格海岸快艇用于英國皇家海軍，战间期远销海外。塞尔维亚、克罗地亚和斯洛文尼亚王家海军1926年根据約翰·艾薩克·桑尼克羅夫特公司（John I. Thornycroft & Company）已有17米级别海岸快艇订造两艘鱼雷快艇，实际艇体略长。文献把两艇称为“乌斯科克级”，源自为哈布斯堡帝国效命的克罗地亚海盗；还有文献称“切特尼克级”，意指同名塞族游击队。
桃花心木打造的艇身非常轻巧，艇体边缘整出圆弧，横截面接近长方形。为减轻重量，艇上没有用于减少渗漏的横向水密艙壁。艇体内部空间基本为发动机和油箱占据，发动机舱空间不足且噪声很大，对舱内艇员来说条件非常恶劣。开放式驾驶舱位于艇中，前后都是可安装两挺机枪的枪架。驾驶舱尾部的露天支架可安放两枚魚雷。
鱼雷艇全长18.3米，垂標間距16.7米，全宽3.4米，标准吃水深度0.58米，满载时最大吃水深度1.15至1.3米，标准排水量15吨。艇上配备两台桑尼克罗夫特V12汽油发动机，靠前的驱动右舷传动轴，靠后的驱动左弦传动轴，方向舵紧靠螺旋槳尾部。发动机额定功率280千瓦，总功率560千瓦，设计最高艇速37至40节（每小时69至74公里），1927年海上试航时只达到36至38节（每小时67至70公里）。左弦还为巡航装有辅助四缸汽油发动机，单独启动时提供8节（每小时15公里）航速。鱼雷艇在最高航速下可续航410公里，巡航速度下為1500公里。艇上可携带1.5至1.6吨燃油。
艇上主武装是两枚英国制造的前向456毫米鱼雷，攻击前艇身需对齐目标，鱼雷发动机启动后再由三米长的机械杆推过艇尾，此后艇立即转向一侧，鱼雷冲向目标。艇上只装载四枚鱼雷，其中不爆破弹头用于训练，可爆破弹头用于实战。鱼雷有两种速度与射程设定，一种是35节（每小时65公里）速度2300米射程，另一种是29节（每小时54公里）速度3650米射程。彈頭装有145公斤三硝基甲苯。艇上配有双联装机枪架，可安装两挺7.7毫米路易士機槍用于防空，需要时还可装上驾驶舱前后立柱。乌斯科克级最多可携带四枚深水炸弹参与反潛作戰，艇上均有两台用于反潜战的水听器。两艇配备两名军官和七名水兵。
两艇均在1926年9月15日铺设龙骨，1927年5月下水，交付王家海军后获名“乌斯科克号”和“切特尼克号”，战术编号分别是“1”与“2”，是塞尔维亚-克罗地亚语“鱼雷艇”缩写。初期演习等待驾艇军官从英国培训归来后开始，为防地中海烈日导致外壳变形，艇上留有预防手段。乌斯科克级的海试和艇员培训表现不佳，加上1929年到来的大萧条，此后几年都难以为采购补充资金，两艇交付后订造新艇的计划搁置。
1941年，乌斯科克级鱼雷艇最高航速降至30至32节（每小时56至59公里），在意大利皇家海军服役期间辅助发动机只能达到4.5节（每小时8.3公里）巡航速度。意大利人在两艇右弦的鱼雷支架上安装深水炸弹支架，可容纳十枚50公斤深水炸弹。改装后右弦不再携带鱼雷。

## 服役经历
从下水至1939年第二次世界大战爆发，两艘乌斯科克级鱼雷艇只参加过几次海军演习。切特尼克号在演习时丢失鱼雷，1941年前每次出动都只能携带一枚。1936至1939年南斯拉夫王家海军新增八艘德国建造的奥尔杰级鱼雷艇（Orjen-class torpedo boat），与乌斯科克级组成第2鱼雷中队，基地在希贝尼克。1941年4月6日德国为首的轴心国悍然入侵，乌斯科克级鱼雷艇赶赴希贝尼克，斯坦尼斯拉夫·斯蒂基奇（Stanislav Štiglič）海军少校指挥乌斯科克号，布拉尼斯拉夫·波波维奇（Branislav Popović）海军少校统领切特尼克号。乌斯科克号沿希贝尼克至布拉奇岛米歐納巡逻，1941年4月17日南斯拉夫投降后落入意大利人之手。波波维奇的副手维利米尔·什科尔皮克（Velimir Škorpik）海军中尉把切特尼克号开到斯普利特附近的达迪夫耶（Divulje），表面是准备加入新成立的克罗地亚独立国海军（Ratna Mornarica Nezavisne Države Hrvatske），但他蓄意撞上碼頭企图损坏艇只，切特尼克号不久便由意大利人扣押。什科尔皮克加入克罗地亚独立国海军并当上馬卡爾斯卡港口主任，1943年9月叛逃加入南斯拉夫游击队。他希望当上游击队海军司令，但调到地面部队后死因不明。
乌斯科克号和切特尼克号编入義大利皇家海軍并分别更名“ 1 D号”和“ 2 D号”，是意大利语“鱼雷快艇”缩写，前缀“D”代表在達爾馬提亞俘获。两艇划入第25鱼雷快艇分舰队，基地仍是希贝尼克。乌斯科克级鱼雷艇艇龄已高，性能不佳，只能用于巡逻或次要任务。 1 D号一度派往希腊比雷埃夫斯，长途航行令艇体显著磨损。1942年4月19日她在姆列特島近海遭遇恶劣海况，艇板铆钉在发动机振动下不堪重负，很快就因没有横向水密舱壁漏水沉没。 2 D号1942年7月更名“ 47号”并划入第7鱼雷快艇分舰队，是意大利语“鱼雷艇”缩写。1943年9月1日， 47号再度更名“ 47号”，其中代表“不能全面投入使用”。一周后意大利投降， 47号停在意大利占领的科托尔湾基地。9月11日晚，艇员驾驶 47号逃向盟军占据的意大利南部城市塔兰托。 47号没有毁于二战，但战争结束时艇身“状况已经很差”。海军史学家对切特尼克号结局说法不一，1945年回归祖国怀抱说有之，战后不久或20世纪50年代初意大利人拆解说有之。

## 脚注
1. 1 2 3 4 5 6 7 8 9 10 11  Freivogel 2020，第130頁.
2. 1 2  Vego 1982，第349頁.
3. 1 2  Chesneau 1980，第358–359頁.
4. 1 2 3  Chesneau 1980，第359頁.
5. ↑  Freivogel 2020，第130 & 132頁.
6. 1 2 3 4 5  Freivogel 2020，第132頁.
7. 1 2 3 4 5 6 7  Freivogel 2020，第131頁.
8. ↑  Freivogel 2020，第345頁.
9. ↑  Jarman 1997a，第780頁.
10. ↑  Chesneau 1980，第358頁.
11. ↑  Jarman 1997b，第61頁.
12. ↑  Jarman 1997b，第61–62頁.
13. 1 2  Fraccaroli 1974，第179頁.
14. 1 2 3  Brescia 2012，第157頁.
15. ↑  Freivogel 2020，第131–132頁.